# Beth Dover
Beth Dover (Estados Unidos, 29 de agosto de 1978) é uma atriz norte-americana, conhecida pela participação na série Orange Is the New Black.